# Taken by Force
Taken by Force és el cinquè àlbum d'estudi del grup de Heavy Metal alemany Scorpions, produït per Dieter Dierks. La fotografia va ser a càrrec de Michael von Gimbut.
Va ser l'últim disc del guitarrista Uli Jon Roth amb el grup, que seria substituït per en Matthias Jabs. Taken by Force va marcar el final d'una etapa a Scorpions, donant pas a la renovació i posterior comercialització que suposaria un progressiu abandonament a les arrels del Heavy Metal.

## Llista de cançons
1. "Steamrock Fever" (Schenker/Meine) – 3:37
2. "We'll Burn the Sky" (Schenker/Dannemann) – 6:26
3. "I've Got to Be Free" (Roth) – 4:00
4. "Riot of Your Time" (Schenker/Meine) – 4:09
5. "The Sails of Charon" (Roth) – 4:23
6. "Your Light" (Roth) – 4:31
7. "He's a Woman – She's a Man" (Schenker/Meine/Rarebell) – 3:15
8. "Born to Touch Your Feelings" (Schenker/Meine) – 7:40
9. "Suspender Love" [cançó extra del CD] (Schenker/Meine) – 3:20
10. "Polar Nights" [versió en directe del "Tokyo Tapes" - cançó extra del CD] (Roth) – 6:56

## Personal
- Klaus Meine - Cantant
- Rudolf Schenker - Guitarra
- Uli Jon Roth - Guitarra
- Herman Rarebell - Bateria
- Francis Buchholz - Baix